# Configuración propulsora

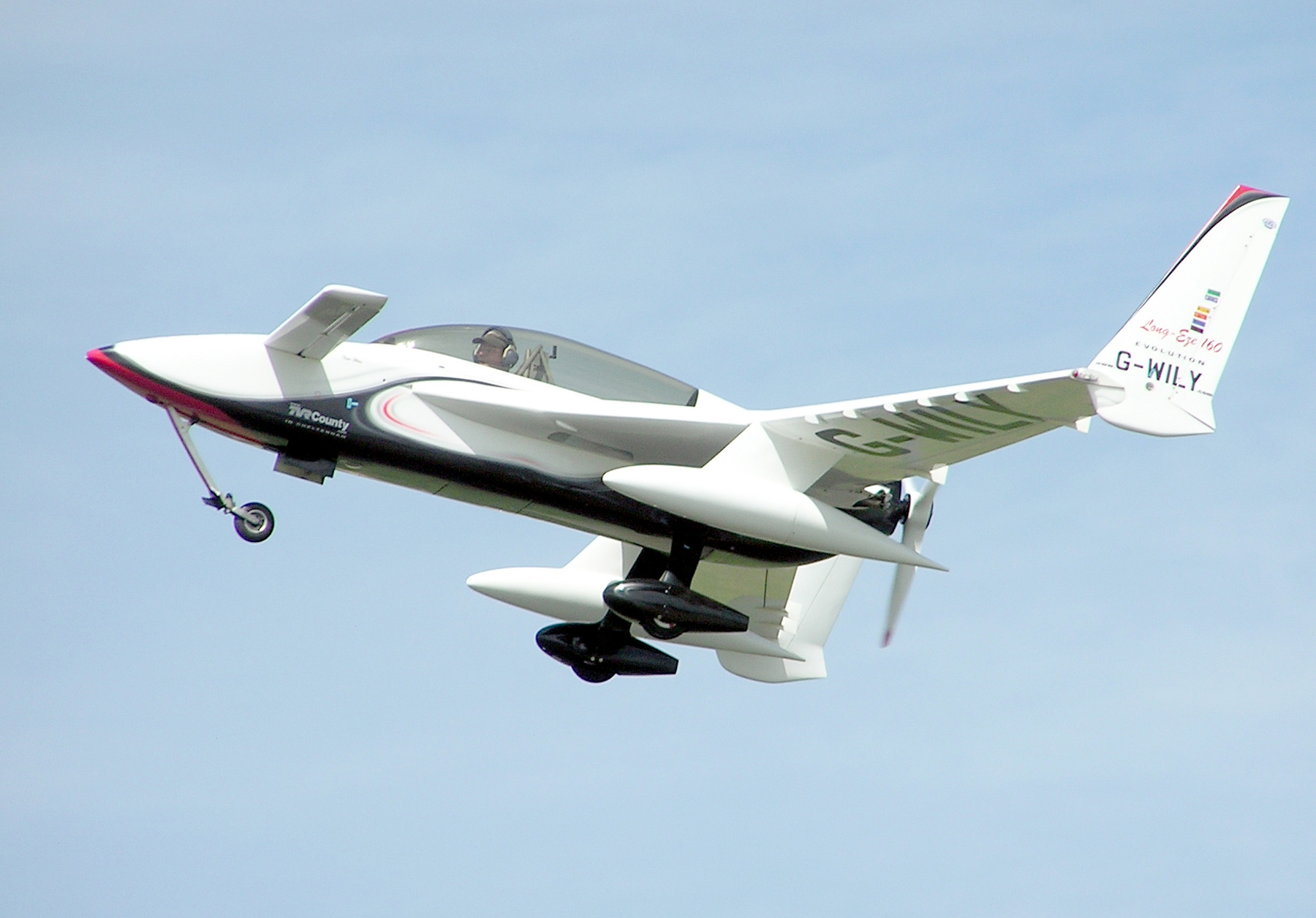
Un ejemplo de configuración propulsora, el Rutan Long-EZ.

En aeronáutica, se habla de configuración propulsora cuando una aeronave tiene la motorización montada con la hélice (o hélices) en la parte posterior de tal manera que la motorización empuja literalmente el aparato a través del aire. La configuración opuesta es la configuración tractora en la que la motorización, montada en la parte anterior, tira de la aeronave para hacerla avanzar. Esta distinción entre motorización propulsora y motorización tractora sólo es aplicable a las aeronaves dotadas de hélices.

## Historia
Muchas de las primeras aeronaves estuvieron dotadas de motores propulsores, incluyendo el Wright Flyer y el Curtiss D. Este último fue utilizado por Eugene Ely para su primer aterrizaje sobre un barco, el 18 de enero de 1911.
A principios de la Primera Guerra Mundial, las aeronaves dotadas de motor propulsor fueron las favoritas entre los pilotos británicos y franceses debido a que mediante esta configuración se podía disparar la o las ametralladoras hacia adelante, sin verse obstaculizados por el disco formado por la hélice. Aeronaves de este tipo fueron, por ejemplo, el Voisin III, un aparato francés, o los británicos Vickers F.B.5, Royal Aircraft Factory F.E.2 y Airco DH.2. Alemania no tenía las mismas necesidades que británicos y franceses ya que los alemanes fueron los primeros en conseguir un mecanismo sincronizador eficaz que permitiese que una ametralladora disparase a través del disco de la hélice sin impactar en las palas. Al principio, en 1915, los alemanes montaron sus ametralladoras sincronizadas sobre aparatos Fokker de configuración tractora, los modelos E.I, E.II y E.III.

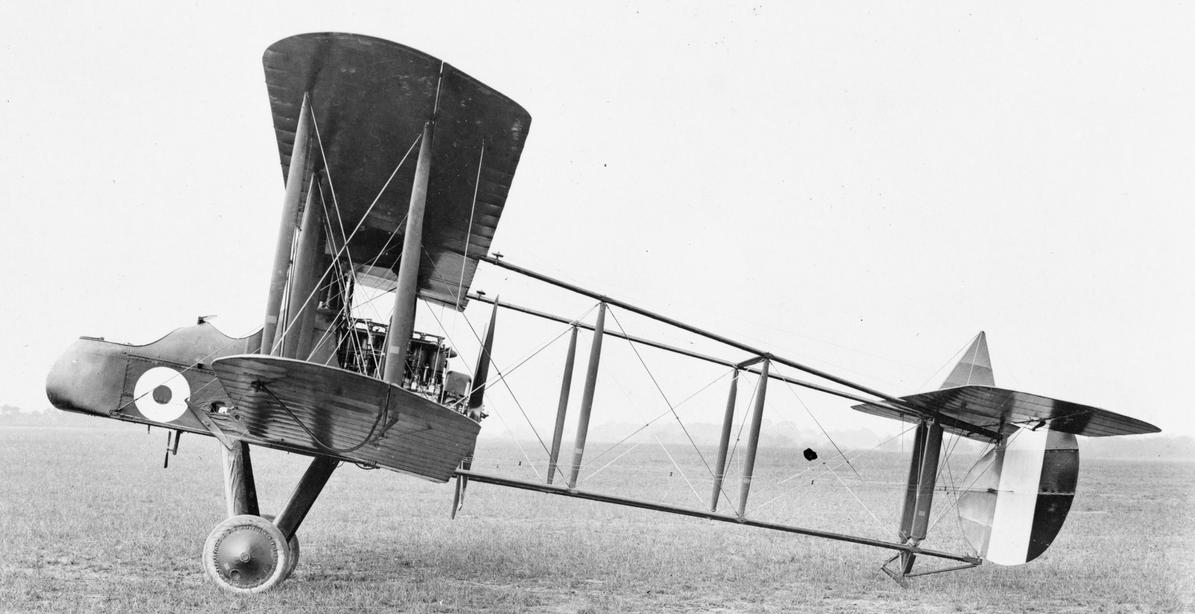
Un avión británico de la Primera Guerra Mundial F.E.2b con configuración propulsora. La hélice está justo por detrás de las alas, entre los pilones de soporte de la cola.

Los aviones monomotor en configuración propulsora solían tener el motor montado en la línea central, en la parte posterior de la aeronave. Tales aeronaves no tenían un verdadero fuselaje, la sección de cola estaba montada sobre una estructura que permitía el giro de la hélice.
Con la adopción general del mecanismo sincronizador, se perdieron la mayoría de las ventajas de la configuración propulsora y se vio favorecida la instalación en configuración tractora. Las aeronaves con esta configuración no desaparecieron tras la guerra, pero se convirtieron en una minoría en los nuevos diseños aéreos. El Supermarine Walrus de 1930 era un hidroavión con un motor en configuración propulsora. El avión alemán Dornier 335 'Pfeil' era un caza pesado bimotor, con disposición de los motores anterior y posterior y dos hélices, una tractora y otra impulsora. Probablemente los ejemplos más extremos de este tipo de disposición de las hélices son las 'alas volantes' Northrop YB-35 y el Convair B-36, el mayor bombardero jamás fabricado y operado por los Estados Unidos, que tenía 6 motores motores radiales Pratt & Whitney Wasp Major de 3.800 hp en configuración propulsora, apoyados en el B-36D por cuatro turborreactores General Electric J47. Se continuaron fabricando aeronaves grandes con varios motores, tales como el Short Singapore, con una configuración tractora-propulsora combinada, que se había empleado en el Dornier Do X, los Do J, R y 15 Wal y Super Wal, y el Do 18, y después en la Cessna 336 y 337 'Skymaster' y 'Super Skymaster', que tenía la peculiaridad de que sus actuaciones con un solo motor eran mejores si el motor que seguía en marcha era el posterior, que accionaba una hélice propulsora. El Saab 21 fue también inicialmente fabricado como un avión de configuración propulsora dado que los motores jet no estaban disponibles, y también tenían los motores dispuestos en situación propulsora los modelos de despegue corto con ala acanalada de Custer. Podría añadirse que uno de los ultraligeros más frecuentes, el Quad City Challenger, también tiene una configuración propulsora.

## Ventajas

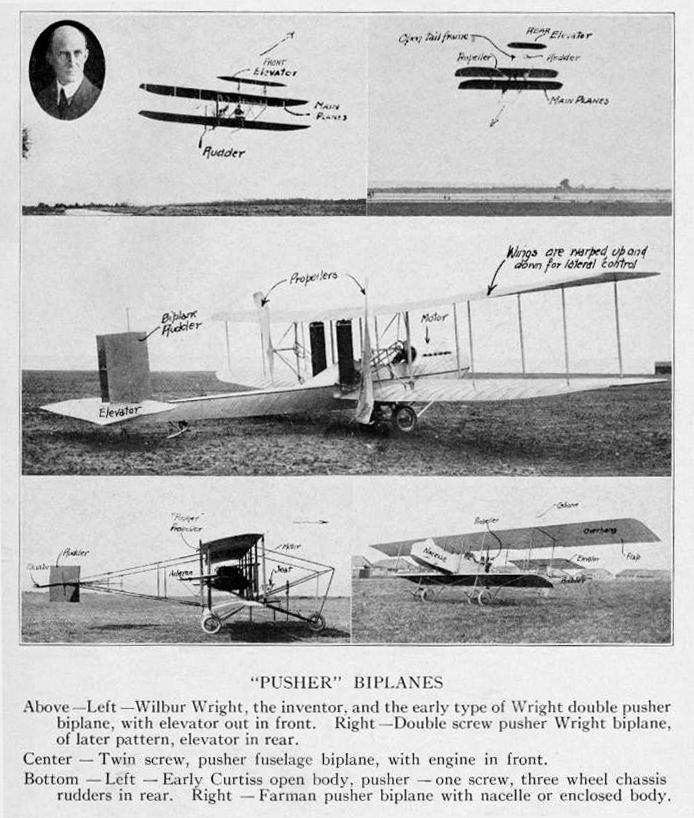
Un primer diagrama del biplano de configuración propulsora de Wilbur Wright

La eficiencia puede aumentar cuando se monta una hélice por detrás del fuselaje, debido a que re-energiza la capa límite aerodinámica desarrollada sobre el mismo, y reduce el tipo de resistencia aerodinámica al mantener el flujo de aire pegado a la capa límite. Sin embargo, este efecto no es tan pronunciado en un aeroplano pequeño como lo es en un submarino o en un buque, donde es bastante importante debido al más alto número de Reynolds en el cual estos artefactos operan.
La eficiencia del ala cambia debido a la ausencia del flujo de la hélice sobre cualquiera de las secciones del ala.
El impulso posterior es de algún modo menos estable en vuelo que en una configuración tractora. Esto origina el potencial para hacer una aeronave más maniobrable.
La visibilidad de un aeroplano con un solo motor esta incrementada debido a que el motor no bloquea la visión hacia adelante. Por consiguiente, esta configuración fue ampliamente usada en los primeros aviones de combate y de reconocimiento, y permanecen como populares hasta hoy entre los aviones ultraligeros.
La hélice de un avión de un solo motor puede ser colocada más cerca de los elevadores y del timón como se ilustra en la fotografía del Royal Aircraft Factory F.E.2 mostrada anteriormente. Esto incrementa la velocidad del aire fluyendo sobre las superficies de control, incrementando el control de la inclinación y el viraje a bajas velocidades, particularmente durante el despegue cuando el motor se halla en su máxima potencia. Este aspecto puede ser benéfico mientras se practica el vuelo en territorios inhóspitos (bush flying), especialmente cuando se despega y se aterriza en pistas de aterrizaje cercanas a obstáculos que deben ser evitados mientras el aeroplano se mueve lentamente.

## Desventajas
La configuración propulsora puede poner en riesgo a los ocupantes de la aeronave en una colisión aérea o colisión al aterrizaje. Si el motor está colocado detrás de la cabina, podría dirigirse hacia adelante por su propia inercia durante una colisión, entrando en la cabina e hiriendo a los ocupantes. En cambio, si el motor se coloca delante de la cabina, puede actuar como un ariete y pasar a través de los obstáculos en el camino del avión, proveyendo una medida adicional de seguridad.
Los miembros de la tripulación pueden golpearse con la hélice al saltar en paracaídas desde un aeroplano con un solo motor y hélice en configuración propulsora. Esta situación potencialmente espantosa ayuda a explicar porque las hélices en configuración propulsora se usaron muy raramente en cazas posteriores a la Segunda Guerra Mundial a pesar del teórico incremento de la maniobrabilidad.
Una preocupación menos extrema pero más práctica es el daño por objetos extraños. La configuración propulsora generalmente coloca(n) la(s) hélice(s) detrás del tren de aterrizaje principal. Las piedras, polvo u otros objetos en el terreno, al ser impactados por las ruedas pueden dirigirse hacia la hélice, causando daños o un desgaste acelerado de las palas de la hélice. Como resultado, la configuración propulsora, como las alas delta autopropulsadas, no suelen utilizarse en pistas sin pavimentar. Además, en algunos aviones de configuración propulsora en línea central (tal como el Rutan Long-EZ mostrado en la foto) el círculo de la hélice queda muy cerca de la pista de aterrizaje mientras suben el morro durante el despegue o en el aterrizaje, haciendo más probable que la hélice tope con la vegetación cuando el aeroplano actúa en una pista de hierba.
Cuando un aeroplano vuela en condiciones de helada, puede acumularse sobre las alas una capa de hielo. Si un aeroplano con motores montados en el ala con configuración propulsora experimenta una congelación en las alas y luego vuela en aire más cálido, las hélices en configuración propulsora podrían absorber pedazos de hielo, a medida que este al derretirse escurre por el ala, originando un peligro a las palas de la hélice, así como a otras partes de la estructura de la aeronave que pueden sufrir impactos por los trozos de hielo que pasen a través del disco de las hélices.
En configuración tractora, la hélice aumenta el flujo del aire alrededor de los motores refrigerados por aire, pero no da esta misma ventaja a un motor instalado en configuración propulsora. Algunos motores de aviación tienen problemas de refrigeración cuando se utilizan en configuración propulsora. Al igual que otras, la configuración propulsora puede exacerbar la congelación del carburador. Algunos motores de aviación refrigerados por aire dependen del aire calentado por los cilindros para calentar el carburador e impedir la formación de hielo debida a la absorción de calor por el combustible al evaporarse (calor de cambio de estado); la configuración propulsora puede reducir el flujo de aire caliente, facilitando la formación de hielo.
El ruido de la hélice frecuentemente se incrementa debido a que el escape del motor fluye a su través. Este efecto es especialmente pronunciado cuando se utilizan turborreactores debido a la gran cantidad de gases de escape que producen. Los entusiastas de la aviación siempre perciben la aproximación de un turborreactor Piaggio P180 Avanti debido al ulular de alta frecuencia producida por el escape del motor al golpear las palas de la hélice.
La hélice puede inducir vibraciones al pasar a través de una corriente de aire descendente, haciendo que la hélice se mueva asimétricamente a través de un aire con diferentes energías y direcciones.
Podrían presentarse problemas al utilizar los flaps en un avión con configuración propulsora. Primero, la ausencia de un flujo de propulsión sobre el ala puede enlentecer la velocidad del flujo aéreo a través de los flaps, haciéndolos menos efectivos. Segundo, los motores montados en configuración propulsora bloquean la instalación de los flaps a lo largo de las porciones del borde de cola del ala, reduciendo el área disponible para los alerones.
- Wikimedia Commons alberga una categoría multimedia sobre Configuración propulsora.

- Datos: Q2700567
- Multimedia: Aircraft with pusher-propellers / Q2700567